# Heckler & Koch MG5
A Heckler & Koch MG5 egy 7,62 mm-es géppuska, amelyet a német Heckler & Koch vállalat fejleszt és gyárt. A fejlesztési munka a 2000-es évek elején kezdődött a német haderő: a Bundeswehr igényinek megfelelően a cég MG4 típusú könnyű géppuskájának megoldásira építve. A HK121 néven is ismert fegyver 2015-ben kerül rendszeresítésre Bundeswehrnél a második világháborús gyökerű MG3 váltótípusaként.

## Kialakítása és jellemzői
Az MG5 gázelvezetéses, forgó zárfejes reteszelésű fegyver, amely az MG4 típusú könnyű géppuskán alapul. A fegyver 7,62×51mm NATO lőszert tüzeli M13-as széteső hevederből táplálva. A géppuska a lőszert 50, 80 és 120 lőszeres hevederekben viheti magával különböző méretű felrögzíthető lőszertartókban. Az MG5 elmélet tűzgyorsasága állítható: 640, 720 vagy 800 lövés lehet percenként. A fegyver csövét 300 lőszer folyamatos kilövése után szükséges cserélni a túlmelegedés miatt.
Az irányzék 100 méteres osztásokkal 1000 méterig van skálázva. A fegyveren több ún. Picatinny szereléksín is van optikai irányzékok, lámpák és más kiegészítők rögzítésére.

A fegyvert négyféle változatban gyártják. (lásd alább!)

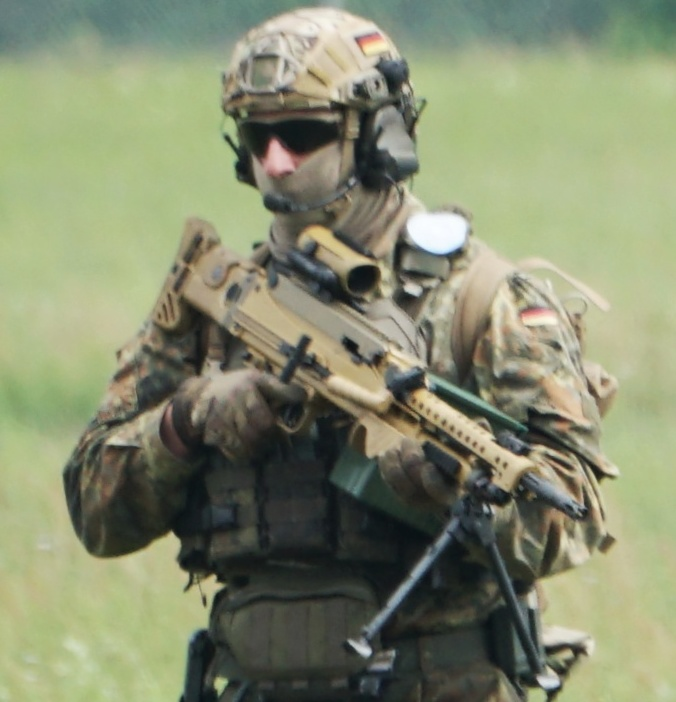
Német katona MG5-össel
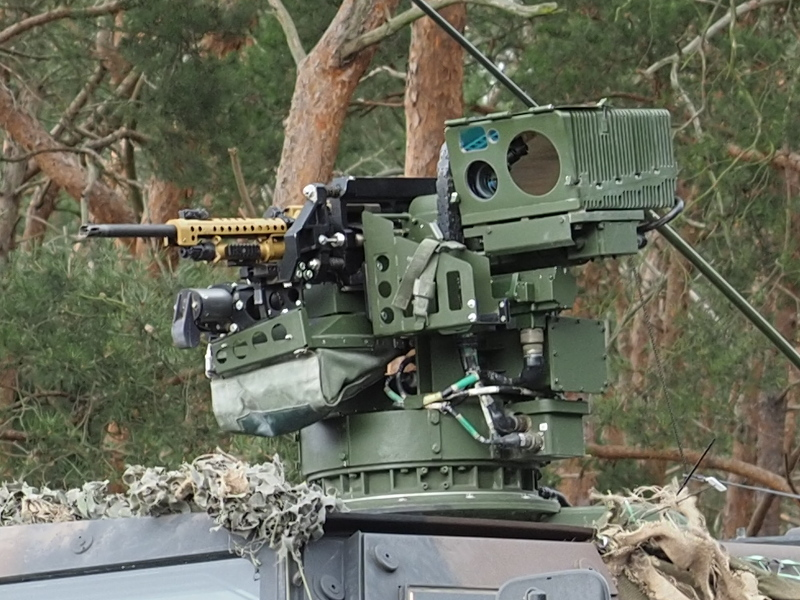
MG5 egy Dingo harcjármű FLW100 fegyverállványába illesztve

## Típusváltozatok
| Változat                        | Teljes hossz mm/in                   | Csőhossz mm/in   | Magasság mm/in   | Szélesség mm/in | Tömeg kg/lb                           |
| ------------------------------- | ------------------------------------ | ---------------- | ---------------- | --------------- | ------------------------------------- |
| MG5 (általános célú)            | 1160 mm (45,7 in) (960 mm (37,8 in)) | 550 mm (21,7 in) | 239 mm (9,4 in)  | 120 mm (4,7 in) | 11,20 kg (24,7 lb) (3,00 kg (6,6 lb)) |
| MG5 A2 (gyalogság számára)      | 1160 mm (45,7 in)                    | 460 mm (18,1 in) | 285 mm (11,2 in) | 120 mm (4,7 in) | 9,90 kg (21,8 lb) (2,50 kg (5,5 lb))  |
| MG5 A1 (harcjárműre való)       | 1055 mm (41,5 in)                    | 663 mm (26,1 in) | 195 mm (7,7 in)  | 120 mm (4,7 in) | 10,00 kg (22,0 lb) (3,24 kg (7,1 lb)) |
| MG5 S (különleges erők számára) | 1012 mm (39,8 in)                    | 550 mm (21,7 in) | 239 mm (9,4 in)  | 171 mm (6,7 in) | 12,10 kg (26,7 lb) (3,00 kg (6,6 lb)) |

## Összehasonlítás más korszerű géppuskákkal
| Jellemzők               | FN Minimi Mk3   | FN EVOLYS       | H&K MG5                |
| ----------------------- | --------------- | --------------- | ---------------------- |
| Lőszer                  | 7,62×51 mm NATO | 7,62×51 mm NATO | 7,62×51 mm NATO        |
| Hosszúság               | 1015 mm         | 1025 mm         | 1160 mm                |
| Csőhossz                | 422 mm          | 406 mm          | 550 mm                 |
| Tömeg                   | 8,8 kg          | 6,2 kg          | 11,2 kg                |
| Elméleti tűzsebesség    | 800 lövés/perc  | 750 lövés/perc  | 640/720/800 lövés/perc |
| Max. hatásos lőtávolság | 1000 m          | 1000 m          | 1000 m                 |

## Fordítás
- Ez a szócikk részben vagy egészben  a   Heckler & Koch MG5 című angol Wikipédia-szócikk ezen változatának fordításán alapul.  Az eredeti cikk szerkesztőit annak laptörténete sorolja fel. Ez a jelzés csupán a megfogalmazás eredetét és a szerzői jogokat jelzi, nem szolgál a cikkben szereplő információk forrásmegjelöléseként.

1. ↑  Overall length: Stock unfolded (Stock folded)
2. ↑  Weight: Weapon (Barrel assembly)
3. 1 2 3  Fixed stock